# Blepharella fuscicosta
Blepharella fuscicosta là một loài ruồi trong họ Tachinidae.